# 兵庫県道225号播磨徳久停車場線
兵庫県道225号播磨徳久停車場線（ひょうごけんどう225ごう はりまとくさていしゃじょうせん）は、兵庫県佐用郡佐用町を通る一般県道である。

## 概要
JR西日本姫新線 播磨徳久駅前から岡山県道・兵庫県道368号吉永下徳久線交点に至る。

### 路線データ
- 起点：佐用郡佐用町下徳久（JR西日本姫新線 播磨徳久駅前）
- 終点：佐用郡佐用町下徳久（徳久駅前交差点、岡山県道・兵庫県道368号吉永下徳久線交点）
- 総延長：59 m

## 地理

### 通過する自治体
- 佐用郡佐用町

### 交差する道路
| 交差する道路                        | 交差する場所 | 交差する場所          |
| ----------------------------------- | ------------ | --------------------- |
| 岡山県道・兵庫県道368号吉永下徳久線 | 下徳久       | 徳久駅前交差点 / 終点 |

### 沿線
- JR西日本姫新線 播磨徳久駅